# Осенний каннибализм
«Осенний каннибализм» — картина испанского художника Сальвадора Дали, написанная в 1936 году. Первоначально входила в состав коллекции Эдварда Джеймса (Edward James collection). В настоящее время находится в Британской галерее Тейт в Лондоне.

## Информация о картине
Как и многие художники, Дали изображал войну и конфликты в некоторых своих работах. Картина «Осенний каннибализм» была написана в 1936 году.

«Осенний каннибализм» демонстрирует отношение Дали к разразившейся в Испании гражданской войне: на картине два существа, мужское и женское, ложками вынимают плоть друг друга. Однако, это событие соединяется с эротическими комплексами проявляющимися с прежней силой. Каннибалы не борются, а, напротив, обнимаются и целуются; вновь возникают муравьи (у Дали — символ разрушения); выдвинутый ящик комода (еще один частый у художника образ) сигнализирует о присутствии бессознательного слоя психики — «ящика Пандоры», полного нежелательных импульсов и побуждений. По иронии судьбы, как раз в то время, когда Испания разрывалась на части, Дали имел огромный успех в Соединенных Штатах, будучи главной фигурой сюрреалистической выставки в Музее современного искусства в Нью-Йорке и войдя в пантеон знаменитостей, что было засвидетельствовано его появлением на обложке журнала Time в декабре 1936 года.